# ジャック・デリダ
ジャック・デリダ（Jacques Derrida, 1930年7月15日 - 2004年10月9日）は、フランスの哲学者である。フランス領アルジェリア出身のユダヤ系フランス人。一般にポスト構造主義の代表的哲学者と位置づけられている。エクリチュール（書かれたもの、書法、書く行為）の特質、差異に着目し、脱構築（ディコンストラクション）、散種、差延等の概念などで知られる。エトムント・フッサールの現象学に関する研究から出発し、フリードリヒ・ニーチェやマルティン・ハイデッガーの哲学を批判的に継承し発展させた。哲学のみではなく、文学、建築、演劇など多方面に影響を与えた。またヨーロッパだけでなくアメリカ、日本など広範囲に影響を与えた。国際哲学コレージュの初代議長でもある。

## 生涯

### 1930年から1967年まで
1930年7月15日、当時フランス領アルジェリアのアルジェにあるエルビアールという町で、ユダヤ系のピエ・ノワールフランス人家庭に生まれた。父はジェオルジェット・エメ・デリダ、母はスルタナ・エステル・サファ。家族の祖先はセファルディムであり、1870年にフランス国市民権を取得した。五人兄弟の三男で両親はハリウッドの映画俳優にちなんでジャッキーと名付ける。のちパリに出て、「正しい読み」としての「ジャック」に本人が変更した。
パリに出てリセ・ルイ＝ル＝グランに学ぶが、なじめなかったという。リセではサッカーを好み、将来の夢はサッカー選手だったという。精神的な危機のなか、ルソーやアルベール・カミュ、ニーチェやアンドレ・ジッドなどを読む。2度の受験に失敗したのち、1951年、エコール・ノルマル・シュペリウール（高等師範学校）に入学する。エコール・ノルマルではルイ・アルチュセールやミシェル・フーコーの講義に出席し、のち友人となった。このころにハイデガー、キルケゴールなどを読書後、エトムント・フッサールの現象学を研究することを決意し、ベルギーのルーヴェンにある「フッサール文庫」に行く。1954年のアグレガシオン（教授資格論文）はフッサールについてのものだった。のち1990年に『フッサール現象学における発生の問題』として出版。教授資格論文の指導教官はジャン・イポリットとモーリス・ド・ガンディヤックで、ほかにこの時点ではチャン・デュク・タオや、数学者・哲学者のジャン・カヴァイエスにも影響を受けた。アグレガシオンには落第するが1956年に合格する。ハーヴァード大学に留学し、1957年には精神分析を研究していたマルグリット・オークチュリエとボストンで結婚。同年より1959年までのアルジェリア独立戦争中には軍事学校で兵士たちにフランス語や英語を教えていた。
ジャック・ラカンの熱心な生徒だった作家フィリップ・ソレルスの主宰する「テル・ケル」グループと親交をむすぶ。1960年から1964年にかけてソルボンヌ大学で哲学講師。1962年にはフッサールの『幾何学の起源』に長大な序文をつけ翻訳出版し、ジャン・カヴァイエス賞（エピステモロジー賞）受賞。注目を集める。1963年に長男ピエールが生まれる。アルチュセールとイポリットの推薦で1964年から高等師範学校の哲学史講師。のち同校哲学教授となり、1984年までつとめる。1966年にはジョンズ・ホプキンス大学で教鞭をとり、当時米国で開催された会議での発表"Structure, Sign, and Play in the Discourse of the Human Sciences（人間科学の言説における構造、記号、遊戯）"で、クロード・レヴィ＝ストロースを批判し、有名になる一歩を踏み出した。同会議でポール・ド・マンやジャック・ラカンと知り合う。1967年には次男ジャンが生まれる。同年、『グラマトロジーについて』『声と現象』『エクリチュールと差異』を続々と発表し、以降、哲学界に影響を与え続けた。

### 1968年以後、哲学教育運動
1968年以後、デリダは1970年代から80年代にかけて哲学教育運動を展開する。1968年の五月革命以降、当局は時間数を削減したり、必須制を自由選択制にしたり、教員数を削減するなど哲学教育を抑圧（弾圧）し、産業社会の要求にそう実用的な教育政策方針をとった。これに対してデリダら教員と学生あわせて30名ほどで1974年4月、この問題に対処するための「哲学教育研究グループ」（Groupe de Recherches sur l’Enseignement PHilosophique・GREPH）を結成した。以降、文部省改革案への反対表明など、さまざまな批判運動を展開する。このなかでデリダは、哲学教育を削減するのではなく、むしろ時間数を増やし、学習開始年齢を引き下げよという提言を行なった。デリダはインタビューのなかで「17歳か18歳以前に哲学を学ぶことは不可能であり、危険であると、プラトン以来信じられてきましたが、これには一体、どんな政治的ないし性的理由があるのでしょう？」と問いかけ、「フランスで第六学級・第七学級と呼ばれている児童、10歳や11歳の子供たちに哲学を教えてみましたが、非常に成功しました。若い少年少女たちは哲学に興味をもつだけでなく、哲学を必要とし、それを楽しんでいました。難解なテクストと思えるものにも十分取り組んでいました」と自身の実験を報告している。1978年12月、仏語および英語圏アフリカ哲学者連合国際コロキウムで「哲学教育の危機」を講演。1979年6月、ソルボンヌで公開討論会「哲学の三部会」が開かれ、委員の中には、デリダ、ドゥルーズ、リクール、ジャンケレヴィッチ、シャトレ、ナンシー、ラクー=ラバルトらがいた。1981年に成立したミッテラン政権はこの運動を支持し、1983年、「国際哲学コレージュ」が創設された。デリダは初代議長に就任、フランソワ・シャトレらとともに運営を行う。翌年、ジャン＝フランソワ・リオタールが議長に就任。こうしたデリダの教育運動はのち『哲学への権利について／法から哲学へ』（1990年）にまとめられた。

### 1980年代以降
1983年には映画監督Ken McMullenの映画「ゴーストダンス」でテキスト提供や出演もおこなう。1984年から2004年に没するまで、パリの社会科学高等研究院（Ecole des Hautes Etudes en Sciences Sociales：EHESS）で研究ディレクターを務めた。
1986年、カリフォルニア大学アーバイン校（UCI）人文学教授。なおデリダ死後、生前UCIに非公式に遺稿を譲与する約束をしていたとして、大学と遺族との間に法的折衝があった。ほかアメリカではイエール大学、ニューヨーク大学、ストーニー・ブルック大学、新社会科学研究院（The New School for Social Research）などでも教鞭をとった。
アメリカ学士院（American Academy of Arts and Sciences）会員。2001年フランクフルト市からテオドール・アドルノ賞受賞。ケンブリッジ大学、コロンビア大学、新社会科学研究院、エセックス大学、ルーヴェン大学、ウィリアムズ学院、シレジア大学から名誉博士号授与。ケンブリッジ大学名誉博士号授与の際には大変な議論が起こり、クワインらが反対したことは有名である 。
2002年映画『デリダ』出演。2003年 膵癌にかかる。モーリス・ブランショの葬儀で弔辞を読む。2004年にパリにて没す。

## 思想

### 構造と生成（現象学と構造主義）
デリダは現象学と構造主義から強い影響を受けつつ、両者を批判するなかで思想を構築していった。現象学から発生的観点を継承し、はじまり・起源の問題を批判的に論じた。同時に発生的アプローチに対しては構造主義的な観点から批判した。フッサールの「意識への直接的な現れ」を基準とする現象学的方法についてデリダはのちに「現前性の形而上学」の一事例として批判的に参照するようになる。
1962年、フッサールの論文への序説『「幾何学の起源」序説』について後年のインタビューでデリダは、この著作のプロブレマティックにはすでに「差異・差延」のアイデアがあり、意識、現前、科学、歴史、科学の歴史、起源の消失または遅延などについて論じており、『声と現象』と連携したものであるといっている。なおデリダは『声と現象』を自分の著作のなかではもっとも好きだといっている。
論文「発生、構造、現象学」（1959）では「構造は生成を持つべきではないのか？そして起源、すなわち発生点は、生成するためにすでにあらかじめ構造化されているのだろうか？」と問うている。デリダはあらゆる構造的ないしサンクロニック（共時的）な現象は歴史を持ち、そして構造はといえば、その発生ないし生成の側面も考えないと理解することはできないとする。

### 脱構築（ディコンストラクション）
なお「脱構築」という訳語は英文学者の由良君美が考案した。

### グラマトロジー
『グラマトロジーについて』ではジャン・ジャック・ルソーの言語起源論を、およびクロード・レヴィ＝ストロースの「戦闘的ルソー主義」、そして「人間科学」という概念を緻密に批判した。グラマトロジー　（Grammatologie）とは「文字、アルファベット、音節区分、読解およびエクリチュールについての論説」（リットレ辞典）であり、アメリカの古代史・アッシリア学者イグナス・ゲルブ(Ignace Jay Gelb)の「A Study of writing,the foundation of grammatology(1952)が初出であるという。しかゲルプのこの本は「一元的起源と多元的起源にかんする仮説を提出しているにもかかわらず、エクリチュールの古典的歴史のモデルに対応している」という。プラトンの「パイドロス」や「メノン」からヴィーコ、ジョン・ウィルキンス、ロック、ウォーバートン、ライプニッツ、キルヒャー、デカルト、ソシュール、フッサール、レヴィ＝ストロースにいたるまで連綿と続くある思考形式のパターンすなわち、エクリチュール（書き言葉・書字・書記）を代補（サプルマン。英語でサプリメント）とし、パロール（話し言葉）を真なるものとする音声中心主義（phonocentrism, en:Phonocentrism）あるいは phonologism であると主張してそれを批判し、西洋形而上学が一貫して現前性を真理の基準としてきた（現前の形而上学）ことを指摘する。こうした一連の哲学史の脱構築の手法の先例にはハイデガーの哲学史研究があり、ハイデガーは『ニーチェ』において、フリードリヒ・ニーチェを西洋形而上学の最後の哲学者とみなしている。なおデリダは同じような言い方をハイデガーにもふりあてている。デリダはそうしたハイデガーの仕事を晩年に渡るまで詳細に読解しながら、思考を続けた。デリダはまた「グラマトロジーは人間科学のひとつであってはならない。なぜならそれは人間という名前にたいする問いを定立するからである」とし、領域科学に構造的に内在する「ヒューマニズム（人間中心主義）」を批判した。
当時、フランスをはじめとして構造主義は知的流行として一大流行していたが、デリダのこれらの批判的な仕事を巡る議論によって、のちに「ポスト構造主義」または「ポストモダン」という潮流の首領としてデリダはみなされるようになる。ただし、デリダ自身は、それらの呼称を自称していない。

### 1970年代以降
1970年代には、以降、「散種」『弔鐘』(1974)『絵葉書 ─ソクラテスからフロイトへ、そしてその彼方』(1980)を著述、『弔鐘』ではジュネとヘーゲル論を交差させて論じている。
また「有限責任会社」や「署名、出来事、コンテクスト」などの論文でオースティンの言語行為論を批判的に検討し、英米系の分析哲学界と議論をした。なかでもジョン・サールとは応酬を繰り返した。
1987年にはCIPH会議において「ハイデガー：開かれた問い」と題した論考を発表し、のち『精神について』と題して出版。1927年の時点では「精神（ガイスト）」はハイデガーにとって哲学的な概念のひとつにすぎなかったのに、1933年のナチスへの加担以降「ドイツ的精神」を思考するようになるどころか、それを体現するかのような身振りをはじめるが、デリダはそうしたハイデガーにおける思想の変遷を辿りながら、人間と動物の分割、技術、哲学の本質としての問いの特権性の三つの要素に重点を置いて分析した。この『精神について』はヴィクトル・ファリアスらのナチス加担論への批判的応答を動機としたものであったが、1980年代にゼミナールの研究主題であった「哲学とナショナリズム」において進められた思考をまとめた最初の著作であった。以降、政治哲学的な作業にデリダは集中していく。デリダは1990年代に「政治的転回（転向）」をしたとも評され、ベンヤミン論を含む「法の力」（1990）、フランシス・フクヤマの「歴史の終わり」をひとつの症例として批判的に考察した部分を含む「マルクスの亡霊たち」（1994）、カール・シュミットを詳細に論じた「友愛のポリティックス」（1994）などを発表していく。
政治問題を語ると同時に倫理学的な作業も行い、とりわけ聖書におけるアブラハムとイサクの犠牲の問題を『死を与える』『歓待について』などで論じる。『死を与える』ではヤン・パトチカ(パトチェカ)が読解された。この時期の主題には、法、正義、責任、友愛、歓待などが論じられ、法哲学や社会哲学、生命倫理学の領域にも影響を与える。またデリダの倫理論にはエマニュエル・レヴィナスの影響が強い。またこの後半期にはブランショ論や、ツェラン論、詩についても著述している。

## 論争・批判
デリダは、以下に挙げる思想家や哲学者と論争し、または批判を受けた。
- レヴィナス
「暴力と形而上学」（1964年）でレヴィナスの『全体性と無限』を取り上げ、レヴィナスの言説が存在論的言語を免れ得ない点に於いてその試みが不十分なものに終っていると指摘した。その後レヴィナスは『存在するとは別の仕方で 或いは存在の彼方へ』（1974年）でこの批判の超克を試みることとなる。デリダ自身も1980年代以降、レヴィナスとの思想的共鳴を強めるようになり、1995年のレヴィナスの訃報に際して弔辞を読む。これが『アデュー -エマニュエル・レヴィナスへ-』（1997年、邦訳2004年）として刊行された。

- リクール
デリダの『世紀と赦し（世俗と赦し）』をリクールが『記憶、歴史、忘却』の中で引用し、「赦し」（pardon）の観念についての議論がはじまることとなる。デリダは議論を通じて、「赦しはただ赦されえぬものを赦す」と定式化する。
- ハーバーマス
ハーバーマスは、『近代的ディスクルス』において、デリダをニヒリストと論難している。しかし、911テロの後にハーバーマスはデリダと共闘し、ジョヴァンナ・ボッラドリと三者で『テロルの時代と哲学の使命』（邦訳、岩波書店、2004年）を刊行した。
- ガダマー
ガダマーは、1981年にフランスで「テクストと解釈」という講演を行なった。それについて、デリダは、「権力への善き意志」などを発表し、論争に至った[16]。ガダマーは、解釈においては、著者の意図を正しく理解しようとする「よき意思」が必要であるとした。それに対して、デリダは、ガダマーの説く「善き意志」は、意志を絶対的・最終的な審級とする意志の形而上学であると批判し、「あらかじめ暴力を行使すること」とした。また、デリダは、ガダマーが前提としている「全体性の概念」を批判する。中山元によれば、二人の議論は、「まったくかみ合わない論争」であったが、それまでドイツでは「デリダの思想の内在的な批判は行われていなかった」ため、デリダの著作が検討されるきっかけになった[17]。また、中山は、「ガダマーが講演の中で、比喩や地口などを批判しているのは、デリダを念頭においてのことだろうから、ガダマーはもう少し真面目に（笑）デリダ批判をすべきだったろうが、ガダマーが身をかわしたので、デリダの再批判の焦点がぼけた」とも評している[17]。
- フーコー
フーコーの『狂気の歴史』に対して、デリダは、1963年コレージュ・ドゥ・フィロゾフィックにおいて、『コギトと「狂気の歴史」』[18]という書評講演を行った。フーコーは、「狂気の歴史」第二章の冒頭において、デカルトのコギトが狂気や異常さ・錯乱・不条理などを哲学の領域の圏外へと排除したとしている。しかし、これに関して、デリダは、まず「デカルトの意図に関してそこに提出されている解釈は正当化されるかという、いわば偏見の問題」を提起し、この偏見について「ひとはシーニュ（兆候・記号）を理解しているだろうか。デカルトが言い、また言おうとしたことを理解しているだろうか」としながら、兆候を理解するには、たとえば精神分析家は患者の言葉を話さなくてはならないとする[注 7]。また、「デカルトの意図が兆候として理解されれば、それの属する歴史的構造とそく関係を持つことになるだろうか。つまり、ひとが付与しようとする歴史的意味を持つだろうか」と問いを出す。次にデリダは、「フーコーの企図はあまりに豊かであり、ひとつの方法とか、語の伝統的な意味でのひとつの哲学によってさえ先立たれるにはあまりに多方面にわたる兆候を示している」[18]として「デカルト的な型のコギトがコギトの最初にして最後の形ではない」という。さらに、フーコーが「近づきえない原初的な純粋さ」として狂気を語り、理性がロゴス的絶対者に依拠することのない（頼るべきもののない）相対性に自身を位置づけることについて、「しかし誰がその依拠不可能性を語るのか。誰がそのような言表不可能な狂気について語りうるのか」と問いかける。デリダは、フーコーについて、このような語りが困難であることには鋭敏であるが、この問題については、方法論的・哲学的な前提条件としての特徴を認めようとしていないと批判した[19]。フーコーはこうしたデリダに批判に対して「私の身体、この紙、この炉[注 8]」を執筆し、また「デリダへの回答[18](1971)」を日本の雑誌「パイデイア」に寄稿した。デリダの批判に激怒したフーコーは以後、絶交し、デリダの論文掲載を編集者として拒否したこともあった[20]。またデリダの論敵であったサールとの対談ではデリダの方法を「テロリスト的な蒙昧主義」と評した[21]。しかしフーコーはデリダがのちにチェコスロバキアで収監されたときには救援活動を行った。
- ジョン・サール
デリダ／サール論争は、1971年から1977年にかけて行われた。中山元によればサール（オースティン）の「真面目」への批判は、1981年にガダマーとの論争における「よき意思」への批判と連携している[17]。サールはフーコーの「テロリスト的な蒙昧主義」という表現をうけて、「デリダはあまりに曖昧に書くため、読者はなにを理解したのかいうことができないほどであり、これが蒙昧主義ゆえんである。また、デリダを批判すると、彼は必ず「あなたは理解していない」つまり「あなたは馬鹿」という。これがテロリズム的側面である」といっている[21]。
- ケンブリッジ大学での名誉博士号授与の選考委員会ではクワイン、デヴィッド・アームストロング、ルネ・トムら18人の教授から反対表明が出され、デリダの仕事は明晰さと厳密さの基準を満たしていない、まるでダダイストのようなトリッキーでギミックに満ちたものであり、この哲学は虚偽かトリヴィアルなものにすぎない、真理や理性の価値への挑戦であり、授与に値しないとした[22]。
- ノーム・チョムスキーは単純なアイデアをむやみな修辞で記述しているとした。
- ウィラード・ヴァン・オーマン・クワインは、ケンブリッジ大学のデリダへの名誉博士号授与に対して、「理性、真理、学問の諸価値への理解しがたい攻撃にすぎない」[3]という反対声明に署名している。
- リチャード・ローティは『偶発性、アイロニー、連帯』のなかでデリダを批判。
- アンリ・メショニックは、『詩学批判』や『記号と詩篇』などで、デリダの音声中心主義批判を評価しつつも、一方で彼の文学作品の読解には疑問を呈している。メショニックは、デリダが詩作品の認識を単語・語源レベルでしか考えていないばかりか、作品内で語られている言語（一次的言語）とそれを語るための言語（メタ言語）の区別をうやむやにすることで、自らが語ろうとするものを作り出していると批判する。さらに、こうした哲学的に動機付けられた詩的テクストの読解には詩作品を本質化し、聖化するポスト・ハイデガー的な観念論が潜んでいると指摘した。デリダは『パピエ・マシン』のインタビューでメショニックの批判について問われたが、何も答えなかった。

## 影響
デリダの脱構築の思想は哲学だけにとどまらず、文学理論、政治哲学、法哲学、建築等に影響を与えている。デリダの思想に積極的に関連しているとされる人々のことを、デリダ派（脱構築派）（仏: déconstructionniste, 英: deconstructionist）あるいはデリディアン（仏: Derridien, 英: Derridian）といい、デリダ派として自身を見なしあるいは見なされている人々には以下がいる。
- イェール学派（ポール・ド・マンやハロルド・ブルームなど）
- フィリップ・ラクー＝ラバルト　Philippe Lacoue-Labarthe
- ジャン＝リュック・ナンシー　Jean-Luc Nancy
- ドゥルシラ・コーネル　Drucilla Cornell
- ホミ・K・バーバ　Homi K Bhabha
- ロドルフ・ガシェ　Rodolphe Gasche
- サミュエル・ウェーバー　Samuel Weber
- ヴェルナー・ハーマッハー　Werner Hamacher
- カトリーヌ・マラブー　Catherine Malabou
- アレクサンダー・デュットマン　Alexander García Düttmann
- ベルナール・スティグレール　Bernard Stiegler

### 日本における影響
日本では
- 柄谷行人
1975年に、柄谷は、イェール大学で、ポール・ド・マンと出会う。そして、ド・マンを通して、1978年にジャック・デリダにも出会い、以後親交を深めた。1990年代は、ポストモダン建築・脱構築主義建築の代表的作家である、磯崎新、ピーター・アイゼンマン、イグナシ・デ・ソラ・モラレスが主宰した、建築と多領域の対話の場としての国際会議Any conference[23]（1991 - 2000）に参加し、ロサンジェルスで行われたANYの第1回目の会議では、デリダと一緒に壇上に並んだ。1995年には、カリフォルニア大学アーヴァイン校で、「エクリチュールとナショナリズム」[注 9]という論文を「人文科学の言説に関する国際会議」で発表。デリダがコメンテーターを務めた[24]。2004年11月には、京都大学でのデリダの追悼シンポジウム(自主ゼミ主催）に参加し[注 10]、その中で「トランスクリティークとはディコンストラクションの否定ではなくその徹底化であると考えてもらってもいい」と述べた。
- 豊崎光一 - デリダは「ポール・ド・マンの記憶」のなかで豊崎の記憶について記述している。
- 蓮實重彦
- 浅田彰
- 東浩紀
- 十川幸司

などが影響をうけ、デリダをひろく知らしめた。ほか、日本におけるデリダ研究者・翻訳者としては、高橋哲哉、鵜飼哲、小林康夫、藤本一勇、宮﨑裕助、増田一夫、港道隆、西山雄二、國分功一郎
らがいる。

## 著作
- Introduction (et traduction) à L'origine de la géométrie（1962）
『幾何学の起源』（エトムント・フッサール著）にジャック・デリダが載せた序説 青土社
- Le Problème de la genèse dans la philosophie de Husserl（1953～1954、のち1990）
『フッサール哲学における発生の問題』 みすず書房
- La Voix et le phenomene: introduction au problème du signe dans la phénoménologie de Husserl (1967)
『声と現象―フッサール現象学における記号の問題への序論 』 理想社、筑摩書房
- De la grammatologie (1967)
『グラマトロジーについて』 現代思潮社
- L'ecriture et la différence (1967)
『エクリチュールと差異』 法政大学出版局
- Marges, de la philosophie (1972)
『哲学の余白』　法政大学出版局
- Positions（1972）
『ポジシオン』 青土社
- La Dissémination (1972)
『散種』　法政大学出版局
- Éperons. Les styles de Nietzsche（1972）
『衝角―ニーチェの文体』
- L'archéologie du frivole（1973）
『たわいなさの考古学―コンディヤックを読む』 人文書院
- Glas (1974)
『弔鐘』
- La vérité en peinture（1978）
『絵画における真理』 法政大学出版局
- La Carte postale, de Socrate Freud et au delà (1980)
『絵葉書 I─ソクラテスからフロイトへ、そしてその彼方』　水声社
- D'un ton apocalyptique adopté naguère en philosophie（1983）
『哲学における最近の黙示録的語調について』 朝日出版社
- Otobiographies. L'enseignement de Nietzsche et la politique du nom propre（1984）
『耳伝―ニーチェの教えと固有名詞の政治学』
- Schibboleth : pour Paul Celan（1986）
『シボレート―パウル・ツェランのために』 岩波書店
- Parages (1986)
『境域』 書肆心水
- Ulysse gramophone（1987）
『ユリシーズグラモフォン』 法政大学出版局
- Feu la cendre (1987)
『火ここになき灰』 松籟社
- Psyché, Inventions de l'autre (1987)
『プシュケー──他なるものの発明I』岩波書店、2014年
- Mémoires, pour Paul de Man (1988)
『メモワール、ポール・ド・マンのために』
- Signéponge（1988）
『シニェポンジュ』 法政大学出版局
- Limited Inc.' (1990)
『有限責任会社』　法政大学出版局
- De l'esprit（1990）Heidegger et la question（1990）
『精神について―ハイデッガーと問い』 人文書院
- Mémoires d'aveugle. L'autoportrait et autres ruines（1990）
『盲者の記憶―自画像およびその他の廃墟』 みすず書房
- Du droit à la philosophie（1990）
『哲学への権利』 みすず書房
- Donner le temps (1991)
『時間を与える』
- Donner la mort（1992）
『死を与える』 筑摩書房
廣瀬浩司、林好雄共訳、　ちくま学芸文庫（2004）
- Points de suspension（1992）
『パサージュ―外傷から約束へ』
- "Circonfession" in Jacques Derrida (1991)
『割礼告白』
- L'autre cap (1991)
『他の岬』 みすず書房
- Passions (1993)
『パッション』　未來社
- Khôra（1993）
『コーラ』 未来社
- Sauf le nom（1993）
『名を救う』 未来社
- Spectres de Marx (1993)
『マルクスの亡霊たち』　藤原書店
- Force de loi (1994)
『法の力』 法政大学出版局
- Politiques de l'amitié (1994)
『友愛のポリティックス』 みすず書房
- Moscou aller-retour（1995）
『ジャック・デリダのモスクワ』 夏目書房
- Mal d'archive (1995)
『アーカイヴの病』 法政大学出版局
- Apories（1996）
『アポリア―死す 「真理の諸限界」を“で/相”待‐期する』　人文書院
- Résistances, de la psychanalyse (1996)
『精神分析の抵抗―フロイト、ラカン、フーコー』　青土社
- Le monolinguisme de l'autre（1996）
『たった一つの、私のものではない言葉』 岩波書店、（2001）
『他者の単一言語使用 あるいは起源の補綴（プロテーゼ）』 文庫化改題 、岩波文庫、(2024)
- Échographies – de la télévision（1996）
『テレビのエコーグラフィー―デリダ＜哲学＞を語る』（ベルナール・スティグレールとの共著）NTT出版
- Adieu à Emmanuel Lévinas（1997）
『アデュー―エマニュエル・レヴィナスへ』 岩波書店 のち岩波文庫（2024）
- Cosmopolites de tous les pays, encore un effort（1997）
『万国の世界市民たち、もう一努力だ』
- Le droit à la philosophie du point de vue cosmopolitique（1997）
- Marx en jeu（1997）
- De l'hospitalité（1997）
『歓待について』 産業図書
- Demeure, Maurice Blanchot（1998）
『滞留』（モーリス・ブランショ論） 未來社
- Voiles（1988）
『ヴェール』 みすず書房
- Le Toucher, Jean-Luc Nancy (1998)
『触覚、──ジャン＝リュック・ナンシーに触れる』　青土社
- Feu la cendre（1999）
『火ここになき灰』 松籟社
- Sur parole（1999）
『言葉にのって』 筑摩書房
- États d'âme de la psychanalyse（2000）
『精神分析の気分』
- Tourner les mots. Au bord d'un film（2001）
『言葉を撮る―デリダ/映画/自伝』 青土社
- Foi et Savoir（2001）
『信仰と知』
- L'université sans condition (2001)
『条件なき大学』 月曜社
- Papier Machine (2001)
  - 『パピエ・マシン 上 物質と記憶』 筑摩書房
  - 『パピエ・マシン 下 パピエ・ジャーナル』 筑摩書房
- Le siècle et le pardon（2001）
『世紀と赦し』
- Le concept du 11 septembre（2002）
『テロルの時代と哲学の使命』ユルゲン・ハーバーマス及びジョヴァンナ・ボッラドリとの共著
- Au-delà des apparences（2002）
- Artaud le Moma（2002）
- Fichus（2002）
『フィシュ』 白水社
- H.C. pour la vie, c'est-à-dire...（2002）
- Voyous: Deux essais sur la raison (2002)
『ならずもの──理性についての二つの試論』
- Marx & Sons（2002）
『マルクスと息子たち』 岩波書店
- Chaque fois unique, la fin du monde, présenté par Pascale-Anne Brault et Michael Naas (2003)
  - 『そのたびごとにただ一つ、世界の終焉 1』　岩波書店
  - 『そのたびごとにただ一つ、世界の終焉 2』　岩波書店
- De quoi demain...（2003）
『来たるべき世界のために』エリザベート ルディネスコとの共著 岩波書店
- Voyous（2003）
『ならず者たち』 みすず書房
- Béliers（2003）
『雄羊』  筑摩書房
- Genèses, généalogies, genres et le génie（2003）
- Apprendre à vivre enfin. Entretiens avec Jean Birnbaum, Galilée / Le Monde（2005）
『生きることを学ぶ、終に』 みすず書房
- L'animal que donc je suis（2006）
『動物を追う、ゆえに私は〈動物で〉ある』（遺稿）筑摩書房
鵜飼哲訳、ちくま学芸文庫、(2023)
- Séminairevol. 1、vol. 2（2008、2010）
『セミネール』
- Demeure, Athènes（2009）
『留まれ、アテネ』 みすず書房
- Politique et amitié（2011）
『対話集：政治と友愛』
- Les yeux de la langue. L'abîme et le volcan（2012）
- Histoire du mensonge. Prolégomènes（2012）
- Pardonner（2012）
『赦し』
- Séminaire La bête et le souverain（2012）
『獣と主権者 1･2』 白水社
- Séminaire : La peine de mort（2012）
『死刑 1』 白水社
- A dessein, le dessin（2013）
- Heidegger : la question de l'Être et l'Histoire（2013）
『ハイデガー−存在の問いと歴史−』 白水社
- La Vie la mort. Séminaire (1975-1976), （2019）
『生死』 白水社
- Donner le temps II.（2021）
『ジャック・デリダ講義録　時を与えるⅡ』 白水社
- Penser, c'est dire non（2022）
『思考すること、それはノンと言うことである』 青土社

## 映画
- D'ailleurs, Derrida (1999)
『デリダ、異境から』
- DERRIDA (2002)
『デリダ』

## デリダの評伝
- ブノワ・ペータース『デリダ伝』 原宏之、大森晋輔共訳 白水社、2014年 （原著『Derrida』刊行年:2010年）
- 吉松覚『生の力を別の仕方で思考すること ジャック・デリダにおける生死の問題』 法政大学出版局 2021年
- 森脇透青『ジャック・デリダ「差延」を読む』 読書人 2023年
- ピーター・サモン『ジャック・デリダ──その哲学と人生、出来事、ひょっとすると』伊藤潤一郎、松田智裕、桐谷慧、横田祐美子、吉松覚共訳 Pヴァイン、2024年 （原著『An Event, Perhaps: A Biography of Jacques Derrida.』刊行年:2020年）